# Eschata himalaica
Eschata himalaica là một loài bướm đêm trong họ Crambidae.